# Odontodynerus pulchripilosellus
Odontodynerus pulchripilosellus är en stekelart som först beskrevs av Cameron.  Odontodynerus pulchripilosellus ingår i släktet Odontodynerus och familjen Eumenidae. Inga underarter finns listade i Catalogue of Life.